# Tadeusz Mayzner

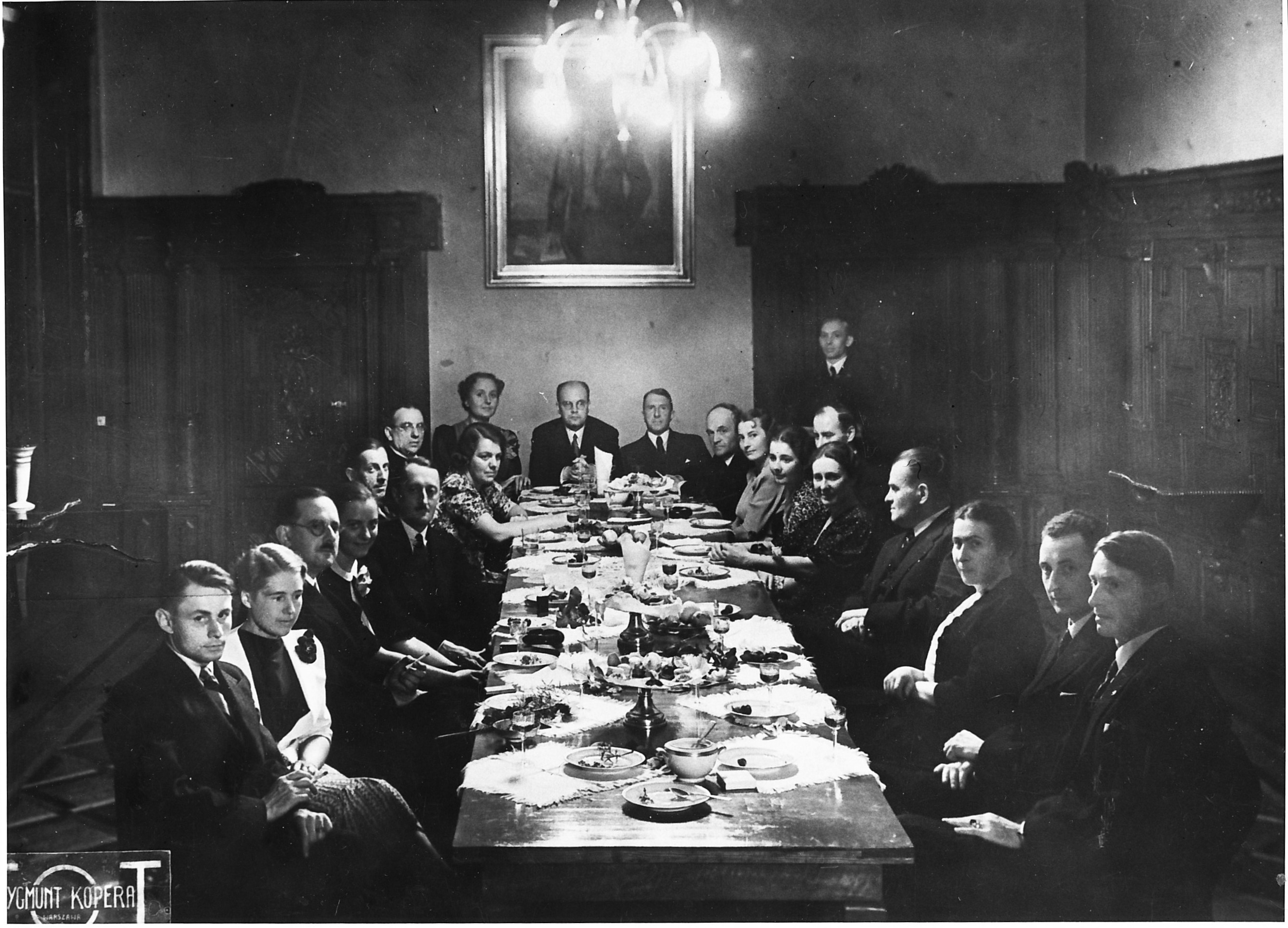
Tadeusz Mayzner - dwunasty od lewej - na zebraniu Wydziału Sztuki Ministerstwa W.R.i O.P., Warszawa, 1938, pod przewodnictwem ówczesnego naczelnika tego wydziału Władysława Zawistowskiego – w głębi na wprost (dziesiąty od lewej)

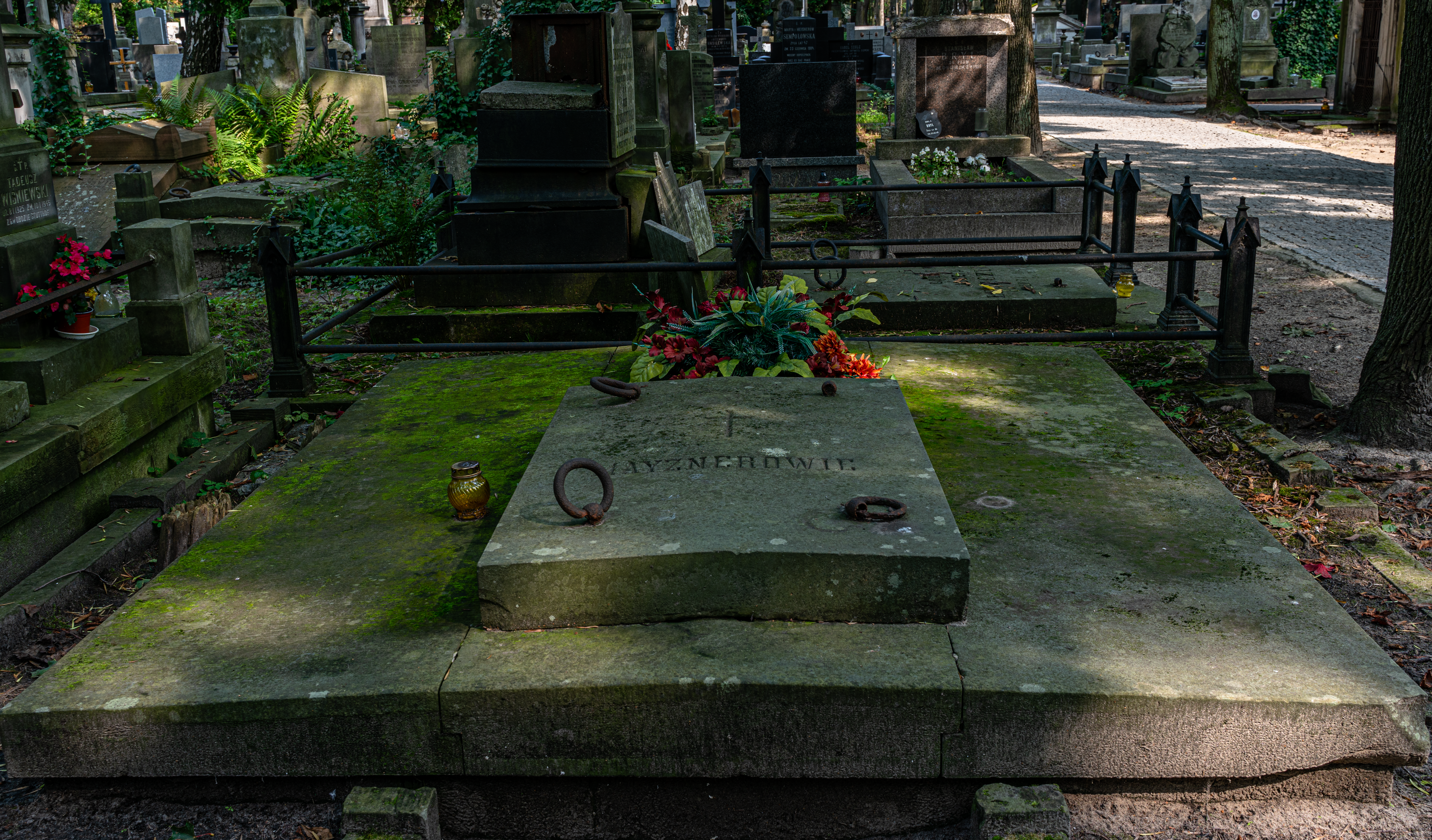
Grób Tadeusza Mayznera na cmentarzu Powązkowskim

Tadeusz Mayzner (ur. 12 listopada 1892 w Warszawie, zm. 28 września 1939 tamże) – polski pedagog, kompozytor i dyrygent, a także popularyzator muzyki wśród dzieci i młodzieży.

## Życiorys
Początkowo studiował chemię w Nancy. Następnie był słuchaczem Akademii Handlowej w Berlinie oraz Frankfurcie nad Menem, a ostatecznie ukończył Wyższą Szkołę Handlową w Warszawie. Potem odbył studia Wyższej Szkole Muzycznej im. Fryderyka Chopina w Warszawie. Podczas tych studiów przemierzał Polskę i notował piosenki ludowe z różnych regionów. Nabył wówczas przeświadczenia o wysokiej muzykalności polskiego ludu, a także konieczności rozwijania zdolności muzycznych, zwłaszcza wśród dzieci i młodzieży.
Lansował całościowy program umuzykalniania młodych ludzi. W latach 30. XX wieku pracował w Ministerstwie Wyznań Religijnych i Oświecenia Publicznego jako radca ministerialny, instruktor śpiewu i muzyki szkolnej. W 1934, dzięki jego staraniom, wprowadzono do szkół „Program nauki śpiewu w szkołach powszechnych i gimnazjalnych”. Poświęcał się twórczości muzycznej dla dzieci, prowadził koncertowe akcje umuzykalniania, nauczał śpiewu w szkołach (m.in. w szkole powszechnej przy ul. Radzymińskiej i w gimnazjach: Emilii Plater i Szachtmajerowej). Prowadził liczne koncerty dla dzieci i młodzieży okraszone prelekcjami popularyzatorskimi. Organizował lekcje słuchania muzyki dla szkół powszechnych i średnich. Prowadził też lekcje słuchania muzyki w radiu, a Polskim Radiem współpracował od początków jego istnienia. Pod patronatem warszawskiej Rady Miejskiej zorganizował kilkusetosobowy chór międzyszkolny, działający w latach 1932–1939. Pieśni wykonane przez ten chór ukazały się na płytach „Odeonu”.
Pisał też piosenki dziecięce, a większość z nich ukazywała się drukiem w dodatku muzycznym czasopisma „Śpiew w szkole” (od 1933). Wydał kilkanaście śpiewników, m.in. Śpiewnik Hani (dedykowany córce), Mój śpiewnik, Nasze piosenki i Pieśni inscenizowane. Po śmierci ukazał się zbiór jego utworów Tok w piosence (1948).
Zmarł na chorobę serca. Spoczywa na cmentarzu Powązkowskim w Warszawie (kwatera 47-6-29).

## Ordery i odznaczenia
- Złoty Krzyż Zasługi (9 listopada 1932)[4]
- Srebrny Wawrzyn Akademicki (5 listopada 1935)[5]